# Sphaerobathytropa antarctica
Sphaerobathytropa antarctica is een pissebed uit de familie Scleropactidae. De wetenschappelijke naam van de soort is voor het eerst geldig gepubliceerd in 1963 door Albert Vandel.